# Coronel Neil
Neil Duarte de Souza, mais conhecido como Coronel Neil (Belém, 25 de novembro de 1969), é deputado estadual, filiado ao Partido Liberal (PL), eleito pelo estado do Pará.

## Biografia
Se candidatou pela primeira vez em 2014, sendo eleito Deputado Estadual.
Em 2016, se candidatou para prefeito da cidade de Ananindeua, perdendo a eleição.
Em 2018 terminou como Suplente de Deputado Estadual.

Foi eleito em 2022, novamente como Deputado Estadual.